# 松田佑貴
松田 佑貴（まつだ ゆうき、3月3日 - ）は、日本の声優、舞台俳優、ナレーター。東京都出身。81プロデュース所属。

## 人物
主に舞台で活躍。旧芸名に松田 健浩（まつだ たけひろ）、美木 ねずみ（みき ねずみ）、ねずみ（1997年10月20日から）がある。1999年4月1日より、現在の松田 佑貴としている。
2007年の『どんど晴れ』から『まんぷく』まで、NHK連続テレビ小説の副音声解説を担当している（ただし、2005年の『ファイト』も一部担当した）。
趣味・特技はパソコン。

## 出演
太字はメインキャラクター。

### テレビアニメ
1995年
- クマのプー太郎（双子の兄弟〈2代目〉、分別ネコ）

1996年
- ハーメルンのバイオリン弾き（通信兵）

1997年
- VIRUS -VIRUS BUSTER SERGE-（整備B）
- HAUNTEDじゃんくしょん（子供、高校生A、生徒A）

1998年
- サイレントメビウス（井沢）
- 爆走兄弟レッツ&ゴー!! MAX（グレン）

1999年
- イケてる2人（浦和克典）
- KAIKANフレーズ（青年）
- 金田一少年の事件簿（門脇靖浩）
- 仙界伝 封神演義（紂王）
- 超速スピナー（安濃慈円馬）
- ぶぶチャチャ（1999年 - 2001年、アーキン） - 2シリーズ
- PARALLEL TROUBLE ADVENTURE　デュアル!ぱられルンルン物語（教頭、研究所員、男子生徒、男性技術者、男性職員、兵士）
- Bビーダマン爆外伝V（ガンマンボン、エッヘンボン）

2000年
- グラビテーション（けんちゃん）
- ブギーポップは笑わない Boogiepop Phantom（作業員B）

2001年
- 超GALS!寿蘭（浅井孝司）
- 爆転シュート ベイブレード（2001年 - 2003年、少年A、ラルフ・ユルゲンス） - 2シリーズ

2002年
- 天地無用! GXP（タラント）
- ドラゴンドライブ（タイヨウ / サン・ウォルス、神官）
- ぷちぷり*ユーシィ（ネコ兵士）
- フルメタル・パニック!（テロリストC）

2003年
- カレイドスター（エージェント）
- MOUSE（男性社員）
- マーメイドメロディー ぴちぴちピッチ（2003年 - 2004年、リョウ、スバル） - 2シリーズ

2004年
- 天上天下（振男）

2006年
- 牙 -KIBA-（ストノス）
- 金色のコルダ〜primo passo〜（火原陽樹）
- 銀魂（平蔵）
- ぜんまいざむらい（セン・タクちゃん、座長）
- D.Gray-man（パング）
- .hack//Roots（ピロキオ）

2007年
- シグルイ（徳川忠長）
- 遙かなる時空の中で3 紅の月（平惟盛）

2008年
- 紅（選手）

2009年
- エレメントハンター（アナウンサー、研究員）
- 蒼天航路（宦官C、曹安民）

### 劇場アニメ
- もののけ姫（1997年）

### OVA
- 最遊記（1999年、紅孩児）
- PARALLEL TROUBLE ADVENTURE　デュアル!ぱられルンルン物語SPECIAL（1999年、潜水艇クルー）
- さばくの国の王女さま（2001年）[7]
- ゲートキーパーズ21（2002年、インベーダーA、黒服）
- がぁーでぃあんHearts（2003年、生徒）
- 紅（2010年、犯人2）

### Webアニメ
- ψchic academy 煌羅万象（2002年、テルダ、男子生徒）
- The King of Fighters: Another Day（2005年、K'）

### ゲーム
- アルナムの翼 焼塵の空の彼方へ（カノイ、ホログラム）
- クマのプー太郎 空はピンクだ!全員集合!!（それダメっす）（分別ネコ）
- ザ・キング・オブ・ファイターズシリーズ（1999年 - 2010年、K'[3]〈『'99』 - 『XIII』まで〉）
- シスター・プリンセス
- スタンバイSay You!（男）※PS
- 仙界大戦 〜TVアニメーション仙界伝封神演義より〜（紂王）
- 仙界通録正史 〜TVアニメーション仙界伝封神演義より〜（紂王）
- ゾイドフルメタルクラッシュ（ノルデン）
- ネオジオバトルコロシアム（K'）
- 遙かなる時空の中で3（平惟盛）
- ファイアーウーマン纏組 ※PS、PC-FX
- 悠久幻想曲 ensemble2（審判、盗賊B、住民A）※PS
- ロードモナーク -新・ガイア王国記-（フォックス・ローゼンシュタイン）

### ドラマCD
- ATHENA 〜Awakening From the Ordinary Life〜 ドラマCD（隊員B）
- エニックスドラマCDコレクション 最遊記2（紅孩児）
- 輝夜姫（碧）
- ザ・キング・オブ・ファイターズ'96 ドラマCD（兵士）
- ザ・キング・オブ・ファイターズ'97 激闘編（男C）
- ザ・キング・オブ・ファイターズ'97 宿命編（アナウンサー）
- ザ・キング・オブ・ファイターズ'98 ドラマCD（ラジオのDJ）
- ザ・キング・オブ・ファイターズ'99 ドラマCD（K'）
- ザ・キング・オブ・ファイターズ2000（K'）
- 侍魂 SAMURAI SPIRITS ドラマCD（武士）
- SAMURAI SPIRITS 2 アスラ斬魔伝 ドラマCD（幕府の忍び）
- 真説サムライスピリッツ 武士道烈伝 ドラマCD（盗賊）
- スターオーシャン セカンドストーリー2（ギョロ、闘技場助手）
- ストリートファイターEX ドラマCD（アナウンサー）
- ストリートファイターEX2 ドラマCD（若者B）
- NEO・GEO DJ Station in ゲムドラナイト（K'）
- 遙かなる時空の中で3（平惟盛）
- 秘密 ―トップ・シークレット―（鈴木克洋）
- マリーのアトリエ ドラマCD（回想の男の声）
- 恋愛カタログ（山根恭歌）

### 吹き替え
- 年上の女（ジョバンニ）
- 愉快なシーバー家

### ナレーション
- きょうの健康
- のりスタMax（2012年）
- なるほど!ホームドクター（ナレーション、2012年7月8日 - 、BS-TBS）

### 音声解説

#### テレビドラマ
- 連続テレビ小説（2007年度 - 2018年度）
  - どんど晴れ（2007年前期）
  - ちりとてちん（2007年後期）
  - 瞳（2008年前期）
  - だんだん（2008年後期）
  - つばさ（2009年前期）
  - ウェルかめ（2009年後期）
  - ゲゲゲの女房（2010年前期）
  - てっぱん（2010年後期）
  - おひさま（2011年前期）
  - カーネーション（2011年後期）
  - 梅ちゃん先生（2012年前期）
  - 純と愛（2012年後期）
  - あまちゃん（2013年前期）
  - ごちそうさん（2013年後期）
  - 花子とアン（2014年前期）
  - マッサン（2014年後期）
  - まれ（2015年前期）
  - あさが来た（2015年後期）
  - とと姉ちゃん（2016年前期）
  - べっぴんさん（2016年後期）
  - ひよっこ（2017年前期）
  - わろてんか（2017年後期）
  - 半分、青い。（2018年前期）
  - まんぷく（2018年後期）
- チャレンジド（2009年）

#### テレビドキュメンタリー
- プロフェッショナル 仕事の流儀
- 知るを楽しむ
- 新・プロジェクトX
- フロンティア
- ワイルドライフ
- 地球鉄道

### オーディオブック
- 頭がいい人、悪い人の話し方（2015年、朗読）
- ハル遠カラジ（2020年、朗読＆テスタ役[8]）

### ボイスオーバー
- 日立 世界・ふしぎ発見!